# 115 km (obwód leningradzki)
115 km (ros. 115 км) – przystanek kolejowy w pobliżu miejscowości Kozariewo, w rejonie wołchowskim, w obwodzie leningradzkim, w Rosji. Położony jest na linii Petersburg - Mga - Wołchow.